# 红树八色鸫
红树八色鸫，是八色鸫科八色鸫属的一种，分布于缅甸、孟加拉国、印度、泰国、印度尼西亚、马来西亚和新加坡。该物种的保护状况被评为近危。
红树八色鸫的平均体重约为105.8克。栖息地包括亚热带或热带的红树林和河流、溪流。